# El Regional
Este artículo habla de la primera versión del periódico coquimbano El Regional. Para conocer sobre el periódico del mismo nombre, iniciado en 1988, véase El Regional (1988)
El Regional es un periódico chileno desaparecido, de carácter local, editado en la ciudad de Coquimbo. Poseía un singular lenguaje, lo cual lo hizo cercano a la gente, y además la extensión de las noticias hacía que la lectura del periódico fuera rápida y sencilla. También su bajo precio hacía que fuera accesible a todos los sectores de la población coquimbana, con lo cual se convirtió en un diario de carácter masivo.

## Historia
El Regional fue fundado el 2 de junio de 1942, por el destacado periodista regional Juan Rodolfo Marín. Poseía tan solo 4 páginas, y se imprimía en formato broadsheet o "mercurial". Su eslogan era Un diario de todos y para todos. El formato del periódico era muy dispar en su distribución, ya que las noticias no seguían un orden establecido, y se distribuían de acuerdo a la extensión que estas tuvieran. Asimismo, el membrete con el logotipo del periódico podía ubicarse en cualquier parte de la primera página.
Cabe mencionar que El Regional apareció inmediatamente después de que finalizara el contrato de arriendo de las maquinarias de imprenta al diario El Progreso. De esta manera, la edición del 1 de junio de 1942 fue la última de El Progreso dirigida por Juan Rodolfo Marín, apareciendo al día siguiente en el diario El Regional.
El 3 de noviembre de 1952, el presidente Carlos Ibáñez del Campo designó a Juan Rodolfo Marín como Gobernador del Departamento de Coquimbo, y por ello se despide de la casa periodística, delegando sus funciones en don Luis Espejo Collao, gerente de la empresa periodística. Víctor Medina Díaz asumió la dirección del matutino, y a la vez en el mismo cargo para el vespertino Aquí Está, que circulaba a las 18:00. Este vespertino también pertenecía a la empresa El Regional. Claudio Segundo Muñoz era el redactor deportivo, y jefe de la sección del mismo nombre. Don Gustavo Taborga Moore continúa como colaborador de la sección cultural.
Uno de sus ediciones más destacadas es la número 9062, del día 2 de junio de 1967, en la cual se celebraban los 25 años de la casa periodística. Coincidentemente, el 5 de mayo de ese mismo año, se celebró el Centenario de la fundación de la comuna de Coquimbo. Una extensa edición de 92 páginas incluyó numerosos ensayos sobre la historia de la ciudad.
El periódico dejó de circular el 11 de agosto de 1968, aunque no se conocen las causas exactas de su desaparición.